# Indische nimmerzat
De Indische nimmerzat (Mycteria leucocephala) is een tropische waadvogel uit de familie van de Ooievaars.

## Kenmerken
De Indische nimmerzat is een grote, slanke vogel die een lengte kan behalen van 95 tot 100 centimeter. Hij is overwegend wit gekleurd, met uitzondering van de vleugels en een kleine gedeelte van zijn borst. De vleugels zijn zwart met witte markeringen. Een brede zwarte band met witte vlekjes loopt horizontaal over de onderkant van de borst. De achterkant van de vleugel en veren op de onderrug zijn lichtroze, net zoals zijn lange poten. Zijn kop is maar gedeeltelijk bevederd. De naakte huid van het "gezicht" heeft een oranje kleur. Dit oranje sluit aan bij zijn lange snavel die geel is en aan het uiteinde iets omlaag buigt.
Het vrouwtje is iets kleiner dan het mannetje. De onvolwassen vogels krijgen eerst lichtbruine veren. Geleidelijk krijgen ze hun volwassen verenkleed. Na vier jaar is de vogel volledig volwassen.
Het geluid bestaat uit het klapperen van de snavels, net zoals dat bij andere ooievaars. Ze hebben een zeer goed ontwikkeld zicht- en hoorvermogen.

## Verspreiding
De Indische nimmerzat leeft op het Aziatische continent. Zijn gebied loopt van Zuid-Azië (India en Sri Lanka) tot aan Zuidoost-Azië. In 1994 werd de Zuid-Aziatische populatie geschat op 15.000 individuen en die in Zuidoost-Azië op minder dan 10.000 individuen

## Gedrag en leefgebied
Ze voeden zich voornamelijk met vis. In tijden van schaarste aan vis, voeden ze zich ook met kikkers en slakken. Het voedsel vangen ze door met hun snavel in het water te steken en voor een gedeelte open te zetten. Hij beweegt de kop op en neer totdat hij een prooi voelt of ziet en ernaartoe hapt.
Het leefgebied bestaat uit zoetwatermoerassen, moerasbossen, meren, plassen en overstromingsvlakten langs rivieren, rijstvelden, zoutpannen en getijdemoerassen langs kusten.

## Voortplanting
Het broedseizoen ligt aan het eind van het natte seizoen. Dan vertonen de mannetjes hun baltsgedrag en paren met de vrouwtjes.Hun nesten bouwen ze, anders dan andere ooievaars, op de grond nabij water. Een legsel bestaat meestal uit 3 tot 5 eieren. Na 27 tot 32 dagen komen de eieren uit. Ze broeden vaak in de buurt van reigers, aalscholvers, ibissen en lepelaars.
Beide ouders zorgen voor hun jongen.Tot zijn 18de maand, kan een onvolwassen vogel luide bedelgeluiden maken bij zijn ouders. Na deze maanden verdwijnt het geluid en maakt plaats voor een zachter geluid waarmee hij soortgenoten kan waarschuwen of lokken.

## Status
De  Indische nimmerzat heeft een sterk versnipperd verspreidingsgebied en daardoor is de kans op uitsterven aanwezig. De grootte van de populatie werd in 2016 door BirdLife International geschat op 16 tot 24 duizend volwassen vogels. De populatie-aantallen nemen af door habitatverlies. Het leefgebied wordt aangetast door inpoldering en watervervuiling. Daarnaast is er jacht op deze vogel, worden eieren en kuikens verzameld en treedt waarschijnlijk ook nog bastaardering op met de Maleise nimmerzat (M. cinera). Om deze redenen staat deze soort als gevoelig op de Rode Lijst van de IUCN.

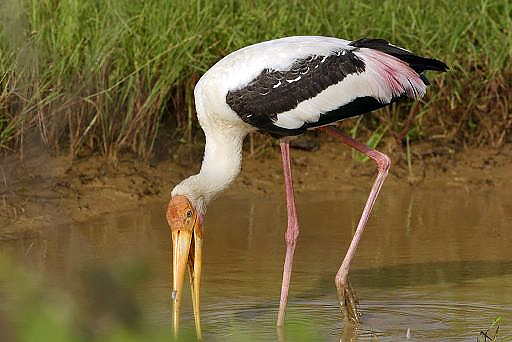
Op voedseljacht
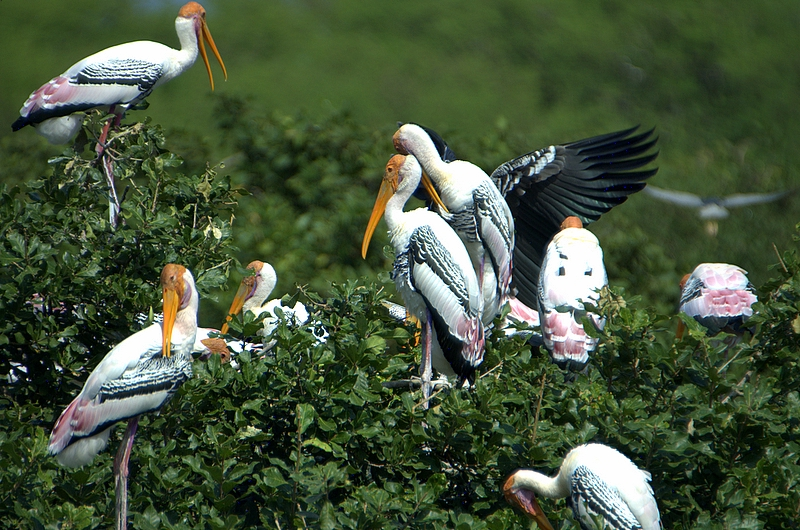
Broedkolonie
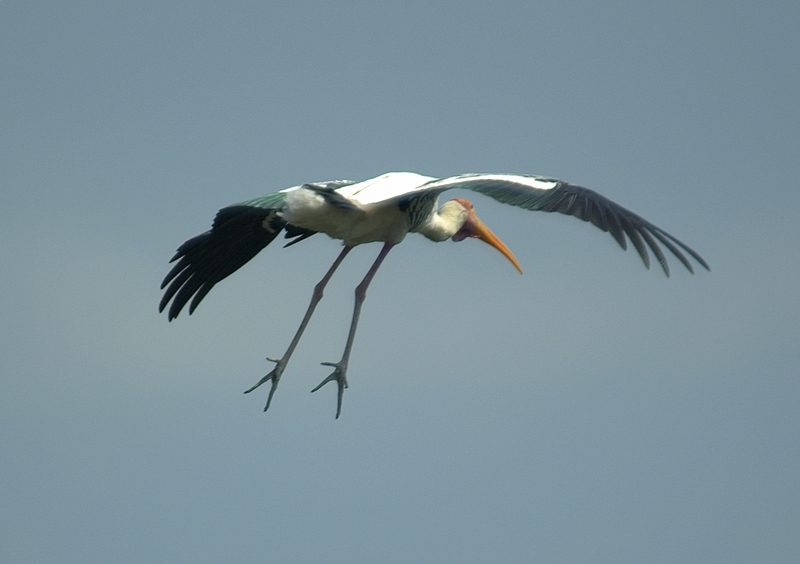
In vlucht
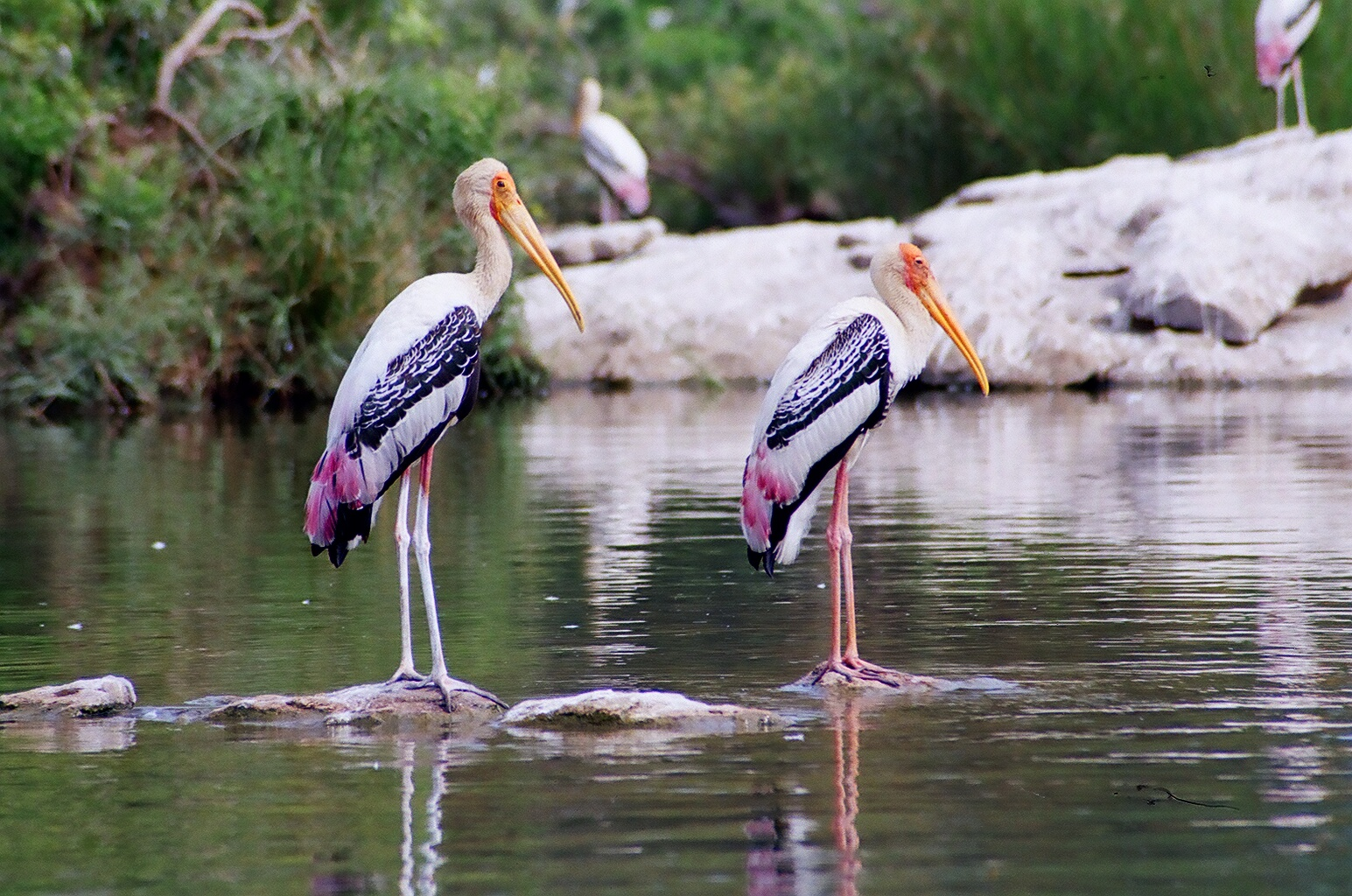
Doorwadend
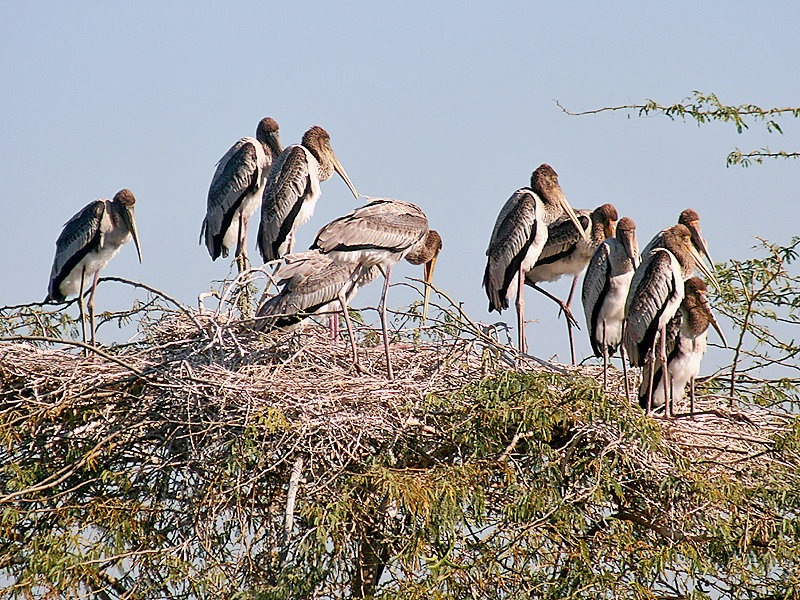
Jonge vogels in en bij een nest